# 남민호
남민호(한국 한자: 南民浩, 1980년 1월 5일 ~ )는 대한민국의 전 축구 선수이며, 포지션은 미드필더였다.

## 참고 자료
- 상남초 남민호 감독-강상희